# Hailey Baptiste
Hailey Baptiste (Washington D.C., 3 november 2001) is een tennisspeelster uit de Verenigde Staten van Amerika. Zij begon op vierjarige leeftijd met het spelen van tennis. Haar favoriete ondergrond is gravel. Zij speelt rechtshandig en heeft een tweehandige backhand. Zij is actief in het internationale tennis sinds 2018.

## Loopbaan
Bij de junioren bereikte Baptiste in 2018 de dubbelspelfinale van het US Open, samen met landgenote Dalayna Hewitt.
In januari 2019 won Baptiste haar eerste enkelspeltitel, op het ITF-toernooi van Plantation (VS) – in de finale versloeg zij de Hongaarse Anna Bondár. In augustus 2019 speelde zij op basis van een wildcard op het dubbelspeltoernooi van het US Open haar eerste grandslampartij, samen met landgenote Emma Navarro.
In 2020 speelde Baptiste ook in het enkelspel op het US Open, weer met toegang via een wildcard.
In april 2021 won Baptiste haar eerste WTA-titel, op het dubbelspeltoernooi van Charleston, samen met landgenote Caty McNally. In september kwam zij binnen op de top 150 van de wereldranglijst in het dubbelspel.
In januari 2022 kwam zij ook in het enkelspel binnen op de top 150 van de wereldranglijst. Diezelfde maand won zij pas haar eerste ITF-titel in het dubbelspel, in Orlando (VS), samen met landgenote Whitney Osuigwe.
In 2023 won zij haar tweede WTA-titel, op het dubbelspeltoernooi van Midland, samen met landgenote Whitney Osuigwe.
In maart 2024 kwam Baptiste binnen op de mondiale top 100 van het enkelspel. In juni volgde haar derde titel, in Gaiba, geflankeerd door landgenote Alycia Parks. In juli maakte zij ook in het dubbelspel haar entrée tot de top 100.
Op Roland Garros 2025 bereikte zij de vierde ronde. Na het bereiken van de derde ronde op Wimbledon steeg zij naar de top 50 van de wereldranglijst.

## Posities op deWTA-ranglijst
Positie per einde seizoen:
| jaar | rang enkelspel | rang dubbelspel |
| ---- | -------------- | --------------- |
| 2018 | 457            | –               |
| 2019 | 285            | 738             |
| 2020 | 231            | 470             |
| 2021 | 160            | 145             |
| 2022 | 181            | 264             |
| 2023 | 131            | 179             |
| 2024 | 93             | 151             |

## Resultaten grandslamtoernooien
| Legenda | Legenda                          |
| ------- | -------------------------------- |
| g.t.    | geen toernooi gehouden           |
| l.c.    | lagere categorie                 |
| –       | niet deelgenomen                 |
| G       | uitgeschakeld in de groepsfase   |
| 1R      | uitgeschakeld in de eerste ronde |
| 2R      | uitgeschakeld in de tweede ronde |
| 3R      | uitgeschakeld in de derde ronde  |
| 4R      | uitgeschakeld in de vierde ronde |
| KF      | uitgeschakeld in de kwartfinale  |
| HF      | uitgeschakeld in de halve finale |
| F       | de finale verloren               |
| W       | het toernooi gewonnen            |
| w-v     | winst/verlies-balans             |

### Enkelspel
| toernooi        | 2020 | 2021 | 2022 |    | 2024 | 2025 |
| --------------- | ---- | ---- | ---- | -- | ---- | ---- |
| Australian Open | –    | –    | 2R   | –  | 1R   |      |
| Roland Garros   | –    | 2R   | 1R   | 2R | 4R   |      |
| Wimbledon       | g.t. | –    | –    | –  | 3R   |      |
| US Open         | 1R   | 1R   | –    | –  |      |      |

### Vrouwendubbelspel
| toernooi        | 2019 | 2020 | 2021 | 2022 |    | 2024 | 2025 |
| --------------- | ---- | ---- | ---- | ---- | -- | ---- | ---- |
| Australian Open | –    | –    | –    | –    | –  | 1R   |      |
| Roland Garros   | –    | –    | –    | –    | 1R | 1R   |      |
| Wimbledon       | –    | g.t. | –    | –    | 2R | 1R   |      |
| US Open         | 1R   | 1R   | 1R   | 2R   | 1R |      |      |

### Gemengd dubbelspel
| toernooi        | 2019 |
| --------------- | ---- |
| Australian Open | –    |
| Roland Garros   | –    |
| Wimbledon       | –    |
| US Open         | 1R   |

## Palmares
| Legenda                 |
| ----------------------- |
| Grandslamtoernooi       |
| Olympische Spelen       |
| Year-End Championships  |
| Premier Mandatory       |
| Premier Five / WTA 1000 |
| Premier / WTA 500       |
| International / WTA 250 |
| Challenger / WTA 125    |

### WTA-finaleplaatsen enkelspel
geen

### WTA-finaleplaatsen vrouwendubbelspel
| nr.              | finale     | toernooi       | ondergrond    | partner         | tegenstandsters                  | score            |         |
| ---------------- | ---------- | -------------- | ------------- | --------------- | -------------------------------- | ---------------- | ------- |
| gewonnen finales |            |                |               |                 |                                  |                  |         |
| 1.               | 2021-04-18 | WTA Charleston | gravel        | Caty McNally    | Ellen Perez Storm Sanders        | 6-7, 6-4, [10-6] | details |
| 2.               | 2023-11-04 | WTA Midland    | hardcourt (i) | Whitney Osuigwe | Sophie Chang Ashley Lahey        | 2-6, 6-2, [10-1] | details |
| 3.               | 2024-06-22 | WTA Gaiba      | gras          | Alycia Parks    | Miriam Kolodziejová Anna Sisková | 7-6, 6-2         | details |
| verloren finales |            |                |               |                 |                                  |                  |         |
| 1.               | 2023-08-19 | WTA Stanford   | hardcourt     | Claire Liu      | Jodie Burrage Olivia Gadecki     | 6-7, 7-6, [8-10] | details |